# 皮埃尔弗迪瓦尔
皮埃尔弗迪瓦尔（法語：Pierrefeu-du-Var，法語發音：[pjɛʁfø dy vaʁ]）是法国普罗旺斯-阿尔卑斯-蓝色海岸大区瓦尔省的一个市镇，属于土伦区。

## 地理
皮埃尔弗迪瓦尔（43°13'28"N, 6°8'43"E）面积58.36 平方千米，位于法国普罗旺斯-阿尔卑斯-蓝色海岸大区瓦尔省，该省份为法国东南部沿海省份，北起上普罗旺斯阿尔卑斯省，西北角与沃克吕兹省接壤，西接罗讷河口省，南濒地中海，东临滨海阿尔卑斯省。
与皮埃尔弗迪瓦尔接壤的市镇（或旧市镇、城区）包括：科洛布里耶尔、拉克罗、屈埃尔斯、耶爾、拉隆德莱莫尔、皮热维尔。

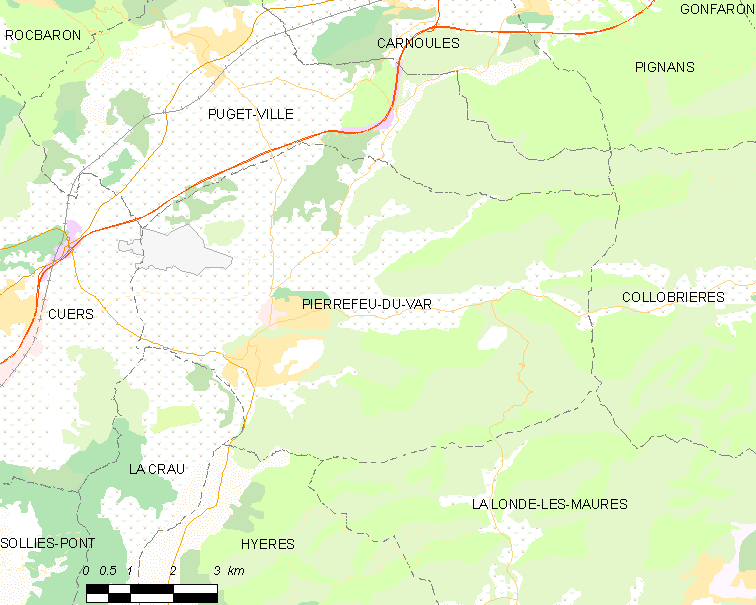
皮埃尔弗迪瓦尔的OSM定位图

皮埃尔弗迪瓦尔的时区为UTC+01:00、UTC+02:00（夏令时）。

## 行政
皮埃尔弗迪瓦尔的邮政编码为83390，INSEE市镇编码为83091。

## 政治
皮埃尔弗迪瓦尔所属的省级选区为加雷乌县。

## 人口

1962-2008年间皮埃尔弗迪瓦尔人口变化图示

皮埃尔弗迪瓦尔于2022年1月1日时的人口数量为6084人。